# Asir (publicación)
Asir fue una revista literaria uruguaya editada entre 1948 y 1959. Asimismo funcionó desde 1952 como editorial de libros, publicando a varios autores uruguayos.

## Historia
Fue fundada en la ciudad de Mercedes en 1948 por Marta Larnaudie de Klinger, Washington Lockhart, Humberto Pedruzzi Escuder y Domingo Luis Bordoli. Su publicación se extendió desde marzo de 1948 hasta junio de 1959, período en el cual se editaron 39 números de esta revista. Se publicaron en forma mensual aunque ocasionalmente  se editaron en intervalos mayores de tiempo y con interrupciones prolongadas.
Organizó dos concursos de cuentos, y publicó los textos ganadores en los números 12 de octubre de 1949 y 25, correspondiente a diciembre/enero 1951/52.
En el número 38 los editores hacen una exposición del objetivo de la publicación de la siguiente forma:

No creemos oportuno reiterar propósitos ya expuestos y, hasta donde nos fue posible, realizados. Diremos, sí, que nuestras páginas continuarán abiertas al esfuerzo de los jóvenes escritores, previo testimonio, naturalmente, de cierta calidad. Pero procuraremos como este número lo demuestra, y en mayor medida que antes, la incorporación de nuestros más prestigiosos escritores. Asimismo, nos proponemos presentar a los valores más representativos de la actualidad literaria hispano-americana. Pensamos que es ésta una forma de romper la angustiosa soledad e incomunicación de los diversos países.

## Ediciones y Cooperativa Asir
Además de la revista, el grupo encargado de la publicación lanzó varios libros bajo la editorial «Ediciones Asir» entre 1952 y 1959. Luego del fin de la publicación Asir, sus redactores se nuclean en el proyecto editorial cooperativo «Cooperativa Asir» el cual editó diez obras entre 1960 y 1961. Algunos de los libros editados por Ediciones Asir y Cooperativa Asir fueron:
- Cuesta arriba (Julio César da Rosa. 1952)
- Con la raíz al sol (Eliseo Salvador Porta. 1953)
- Lloverá siempre (Carlos Denis Molina. 1953)
- De sol a sol (Julio César da Rosa. 1955)
- Tiempo y tiempo (Líber Falco. 1956)
- Poesías (María Adela Bonavita. 1956)
- El poeta (Washington Benavides. 1959)
- Senderos solos (Domingo Bordoli. 1960)
- Los días por vivir (Carlos Martínez Moreno. 1960)
- Tierra sin mapa (Ángel Rama. 1960)
- Recuerdos de Treinta y Tres (Julio César da Rosa. 1961)
- Las raíces de Horacio Quiroga (Emir Rodríguez Monegal. 1961)
- Problemas de la enseñanza literaria: la elección de autores (Carlos Real de Azúa. 1961)
- El infierno tan temido (Juan Carlos Onetti. 1962)